# Tegan Nox
Steffanie Rhiannon Newell (Bargoed, 15 de novembro de 1994) é uma lutadora profissional galesa. Atualmente atua no circuito independente sob o nome de ringue Nixon Newell. Ela é mais conhecida por sua passagem pela promoção americana WWE, onde atuou sob o nome de Tegan Nox. Newell também lutou no circuito independente britânico, mais notavelmente para promoções como Attack! Pro Wrestling e Progress Wrestling.
Entre seus títulos, destacam-se o Attack! 24/7 Championship (três vezes), o Attack! Tag Team Championship, o British Empire Women's Championship, o Ironman Heavymetalweight Championship (duas vezes), o SWE Tag Team Championship, o Queen of Southside Championship, e o WCPW Women's Championship, do qual foi a primeira campeã, permanecendo no reinado por 173 dias.
Foi a primeira mulher a lutar na Fight Club: Pro, em 2015. Com sua ida para a WWE, a Fight Club: Pro a homenageou com um evento denominado First Female of Fight Club. Obteve a 26.ª colocação entre as cem melhores lutadoras, na revista PWI Women's 100, em 2020.

## Infância e adolescência
Steffanie Newell nasceu em 15 de novembro de 1994, em Bargoed, País de Gales, 24 km ao norte de Cardiff. Ainda na infância, Newell jogou futebol por vários times de sua região, chegando a participar de testes para o Cardiff City Football Club e para a Seleção Galesa de Futebol. Aos treze anos, sofreu uma lesão no joelho, que lhe custou uma vaga na seleção sub-16 do País de Gales. Quando completou dezesseis anos, desistiu do futebol e passou por um longo hiato de prática de esportes, mencionando a lesão no joelho e a falta de paixão como razões.
Pouco depois de abandonar o futebol, Newell encontrou uma escola de luta livre profissional em Port Talbot, onde começou a treinar com Dave Stewart e "Wild Boar" Mike Hitchman. A principal inspiração a seguir carreira na luta livre veio de seu falecido avô. Fora do futebol, praticou netball e tag rugby. Apesar de ter jogado futebol na maior parte de sua juventude, Newell cresceu como uma fã de luta livre profissional, à qual foi apresentada, aos cinco anos de idade. Cita Molly Holly como sua lutadora favorita e adversária dos sonhos.
Newell fez uma única aparição no Impact Wrestling, em seu evento pay-per-view Slammiversary XI, como uma fã, utilizando seu nome verdadeiro. Ganhou uma viagem com todas as despesas pagas pelo canal de TV Challenge. Foi entrevistada por SoCal Val.

## Carreira na luta profissional

### Circuito independente britânico e turnê pelo Japão (2013–2017)
Newell estreou nos ringues pela Welsh Wrestling, em 2013. Em equipe com Big Dog, Newell (então conhecida como Miss Ruby) derrotou a dupla formada por Gordon Bennett e Pollyanna. A primeira aparição fora de seu centro de treinamento ocorreu pela Britannia Wrestling Promotions. Sua estreia na divisão aconteceu em uma luta 3-way em Prestatyn, Gales do Norte, em que ela juntamente com Porsche sofreram derrota para Lana Austin.
Newell estreou na Attack! Pro Wrestling, em julho de 2014, competindo três vezes no mesmo espetáculo. Primeiramente, derrotou Lana Austin. Mais tarde, à noite, se juntou a Austin para derrotar Mark Andrews e Pete Dunne, e vencer o Attack! 24/7 Championship, pela segunda vez na carreira. Depois, na mesma noite, Newell e Austin perderam o título para Mike Bird, em uma luta handicap. Newell estreou sua personagem Luchadora The Explorer, em 24 de janeiro de 2015, ao lado de Brookes. Nessa ocasião, perderam para a Anti-Fun Police (Damian Dunne e Ryan Smile). Competiu como Luchadora, mais uma vez, em 14 de fevereiro, quando venceu uma luta especial scramble. Em janeiro de 2016, Newell se aliou a Mark Andrews, formando a equipe conhecida como Bayside High. Na sua primeira luta em equipe, Newell derrotou, junto com Andrews, a #CCK (Brookes e Kid Lykos). Dois dias depois, em 3 de abril, Bayside High se tornou campeã de duplas do Attack: Pro! Tag Team, derrotando a #CCK. A dupla manteve o título até agosto, quando o perdeu novamente para a #CCK, em uma luta TLC. No final de 2016, Newell se tornou uma vilã, abandonando a Bayside High e se aliando a Pete Dunne. Na primeira luta juntos, Dunne e Newell (com as fantasias, respectivamente, do Coringa e da Arlequina, do Esquadrão Suicida) derrotaram Martin Kirby e El Ligero (vestidos de Kevin Owens e El Generico, respectivamente).
Newell foi a primeira mulher a lutar na companhia localizada em Wolverhampton, a Fight Club: Pro, em 2015. Na ocasião, competiu em uma luta 4-way, no Infinity Tournament, contra Chris Brookes, Dan Moloney e Eddie Dennis. Com a ida de Newell para a WWE, a Fight Club: Pro a homenageou com um evento denominado First Female of Fight Club, onde pediu para enfrentar Candice LeRae. Essa luta terminou depois que Newell acertou LeRae com o Shiniest Wizard. A luta final de Newell na FCP aconteceu no Dream Tag Team Invitational (Night One), onde foi participante surpresa de uma luta 6-way.
Newell estreou na Progress Wrestling, em 28 de agosto de 2016, derrotando Alex Windsor. Em 27 de novembro, participou do Natural Progression Series IV (um torneio de eliminação individual, que coroaria a primeira campeã do Progress Women), quando derrotou Katey Harvey, na primeira rodada. Posteriormente, foi eliminada por Jinny nas semifinais. Também em 2016, Newell estreou pela companhia americana feminina Shimmer Women Athletes, no evento Volume 81, perdendo para Veda Scott. No dia seguinte, perdeu para Nicole Matthews, no Volume 82. Já no Volume 84, Newell derrotou Scott.
Pela What Culture Pro Wrestling (WCPW), Newell derrotou Bea Priestley, em 27 de julho de 2016, no evento Loaded #5. Foi derrotada por Priestley no dia seguinte. Em 24 de agosto, Newell e Priestley se enfrentaram novamente, dessa vez em uma luta last woman standing, quando Newell foi coroada a primeira campeã WCPW Women's. Em 13 de fevereiro de 2017, Newell perdeu o WCPW Women's Championship para Bea Priestley, em uma luta sem desqualificação, encerrando seu reinado de 173 dias.
Em 2017, Newell embarcou numa turnê pelo Japão, competindo pela companhia feminina World Wonder Ring Stardom. Em sua primeira luta na turnê, Newell e Kay Lee Ray derrotaram a equipe Oedo Tai (Kris Wolf e Viper). Em 29 de janeiro, Newell desafiou Kairi Hojo pelo Wonder of Stardom Championship, perdendo depois de um diving elbow de Hojo.

### WWE (2017–2021, 2022–2024)

#### Mae Young Classic (2017–2018)
Em abril de 2017, foi anunciado que Newell assinou um contrato com a WWE. Antes mesmo de o torneio Mae Young Classic começar, Newell precisou ser substituída, devido a um rompimento do ligamento cruzado anterior. Retornou aos ringues em 13 de abril de 2018, em um evento ao vivo da NXT, quando se juntou a Dakota Kai, em uma luta de duplas, para derrotar Reina González e Vanessa Borne. Depois de ser anunciada como competidora no 2018 Mae Young Classic, Newell se apresentou, em 8 de agosto, com o nome de ringue Tegan Nox. Nesta ocasião, derrotou Zatara. No dia seguinte, Nox retornou e derrotou Nicole Matthews, no segundo round. Em seguida, sofreu outra lesão no joelho, numa luta de quartas de final, contra Rhea Ripley. Depois da luta de estreia na WWE Network, Nox postou no Twitter que havia sofrido várias lesões durante a luta, as quais afetaram: o ligamento cruzado anterior, o ligamento colateral medial, o ligamento colateral lateral do tornozelo, o menisco, além de ter sofrido um deslocamento patelar.

#### NXT (2019–2021)
Em 25 de junho de 2019, Nox retornou aos ringues, em um evento ao vivo da NXT, em Orlando, Flórida. Em 11 de setembro, Nox fez a sua estreia no NXT UK, ocasião em que derrotou Shax. Posteriormente, Nox começou uma rivalidade com a campeã do NXT UK Women's Championship, Kay Lee Ray. O que resultou em uma luta entre as duas, no episódio de 3 de outubro do NXT UK, quando Nox foi derrotada. Em 16 de outubro, Nox retornou ao NXT, derrotando Taynara. Posteriormente, Nox começou uma aliança com a amiga de longa data, Dakota Kai. Derrotaram Jessamyn Duke e Marina Shafir e se tornaram as desafiantes número um do WWE Women's Tag Team Championship, no episódio de 23 de outubro, do NXT. Nox e Kai perderam o título em uma luta contra The Kabuki Warriors (Asuka e Kairi Sane), no episódio de 30 de outubro, do NXT. Dois dias depois, no SmackDown, Nox e Ripley estiveram entre vários(as) lutadores(as) da NXT que invadiram o programa. Nessa ocasião, desafiaram Mandy Rose e Sonya Deville para uma luta de duplas, na qual Nox e Ripley saíram vitoriosas. Mais tarde, naquela noite, Nox se juntou a Triple H e ao resto do plantel da NXT, quando declararam guerra à Raw e à SmackDown, e juraram vencer a Survivor Series. Nox foi escolhida por Ripley para integrar sua equipe, em uma WarGames match feminina, no NXT TakeOver: WarGames. No evento de 23 de novembro, pouco antes de a luta ocorrer, Mia Yim foi atacada nos bastidores e não pôde competir na WarGames match. Dakota Kai a substituiu, na equipe de Ripley. Com essa composição, derrotaram a equipe de Shayna Baszler. No entanto, devido a ter sofrido um ataque inesperado de Kai, Nox não chegou a participar dessa luta.
Depois de um curto hiato devido a nova lesão, Nox retornou em 15 de janeiro de 2020 no respectivo episódio do NXT, competindo na NXT Women's Championship N.º 1 Contender's Battle Royal, onde não obteve sucesso, sendo eliminada depois de Kai atrapalhá-la. No episódio de 29 de janeiro do NXT, Nox derrotou Kai usando uma joelheira, com ajuda de Candice LeRae. Em 16 de fevereiro, no evento NXT TakeOver: Portland, Nox perdeu para Kai, em uma luta de rua, depois de uma interferência da estreante Raquel González, anteriormente conhecida como Reina González. No episódio de 4 de março do NXT, Nox perdeu para Kai novamente, em uma luta steel cage, após nova interferência de González. Em 7 de junho, no NXT TakeOver: In Your House, Nox se uniu a Mia Yim e a Shotzi Blackheart para derrotar Kai, González e Candice LeRae, em uma luta six-woman tag team. No episódio de 1.º de julho do NXT The Great American Bash, Nox derrotou Kai, LeRae e Yim, em uma luta fatal 4-way de eliminação, quando se tornou a desafiante número 1 do NXT Women's Championship. No episódio de 15 de julho do NXT, Nox foi malsucedida em sua luta pelo título, contra a então campeã, Io Shirai. No episódio de 23 de setembro do NXT, LeRae a atacou violentamente, com um tubo de aço, e lançou um caixote em seu joelho esquerdo operado. Nox gritou de dor. Ficou impossibilitada de competir na NXT Women's Championship N.º 1 Contender's Battle Royal. Em 30 de setembro, a WWE anunciou que Nox, mais uma vez, havia lesionado o ligamento cruzado anterior e estaria fora de atividade por um período indefinido de tempo.
Após uma ausência de quase dez meses, Nox retornou em 6 de julho de 2021, no The Great American Bash, quando ajudou Io Shirai e Zoey Stark a vencerem o NXT Women's Tag Team Championship, ao derrotarem LeRae e Indi Hartwell. Depois da luta, Nox atacou LeRae.

#### Plantel principal (2021, 2022–2024)
No episódio de 9 de julho do SmackDown, Nox fez sua estreia no plantel principal junto a Shotzi, como Shotzi & Nox, quando derrotaram as campeãs do WWE Women's Tag Team, Natalya e Tamina, em uma luta que não valia o título. Vieram a derrotar Natalya e Tamina novamente em várias lutas de duplas, mas nunca em uma disputa valendo o campeonato. Com o Draft de 2021, Nox foi transferida para a marca Raw, enquanto Shotzi permaneceu no SmackDown, pondo fim à equipe. Em 18 de novembro, ela foi liberada de seu contrato com a WWE sem nunca aparecer no Raw.
Após um ano, Nox retornou à WWE em 2 de dezembro de 2022 no episódio do SmackDown, resgatando Liv Morgan de um ataque do Damage CTRL (Bayley, Dakota Kai e Iyo Sky). No episódio de 16 de dezembro do SmackDown, Nox e Morgan perderam para Damage CTRL pelo Campeonato de Duplas Femininas. Como parte do WWE Draft de 2023, Nox foi transferida para a marca Raw. No episódio de 25 de setembro do Raw, Nox obteve uma vitória sobre Natalya para receber uma luta pelo Campeonato Feminino do NXT contra Becky Lynch. Duas semanas depois no Raw, Nox desafiou Lynch sem sucesso pelo título. Nas semanas seguintes, Nox formaria uma aliança com Natalya. Essa aliança resultaria em Nox derrotando as campeãs de duplas femininas Chelsea Green e Piper Niven em lutas individuais. No episódio de 20 de novembro do Raw, Nox e Natalya venceram uma luta fatal 4-way de duplas para receber uma oportunidade pelo Campeonato Feminino de Duplas. Na semana seguinte no Raw, Nox e Natalya lutaram pelos títulos, mas foram derrotas. Em 27 de janeiro de 2024 no Royal Rumble de 2024, Nox entrou em sua terceira luta feminina do Royal Rumble no número 12, eliminando Natalya antes de ser eliminada por Bayley. Durante o Draft da WWE de 2024, Nox foi convocada de volta para a marca SmackDown.[citação necessária] Em 1º de novembro, Nox foi liberada da WWE pela segunda vez.

### Circuito independente (2024–presente)
Em 6 de novembro de 2024, foi anunciado que Newell faria seu retorno à Attack! Pro Wrestling em 14 e 15 de dezembro, mas sua participação foi cancelada. Ela realizou seu retorno oficial ao circuito independente pela Attack! Pro Wrestling em 1º de março de 2025, durante o evento "Press Start 8".

## Vida pessoal
Newell declarou que seu nome de ringue Tegan Nox é uma homenagem tanto à sua nacionalidade galesa, como também à franquia Harry Potter, da qual é fã. Essa paixão influenciou também sua alcunha, The Girl with the Shiniest Wizard – já que utiliza um golpe de joelhada, comumente denominado shining wizard, como seu movimento de finalização.
Newell esteve em um relacionamento com o lutador profissional neozelandês Travis Banks. Acredita-se que tenha durado oito meses, de outubro de 2016 a junho de 2017. Apesar de não ter sido anunciado publicamente, o relacionamento era bem conhecido pelo público, graças aos tweets de Travis.
Em julho de 2020, Newell revelou, através do Instagram, que está namorando Sierra St. Pierre. Em entrevista à revista Newsweek, confirmou ser lésbica, tornando-se uma das poucas lutadoras da WWE abertamente homossexuais.

## Na luta profissional
- Movimentos de finalização
  - The Shiniest Wizard[73]
  - Vulture Culture Destroyer/Welsh Destroyer[74][24]
- Movimentos secundários
  - Nos Da[24]
  - Chokehold STO[24]
  - Headbutt[24]
- Alcunhas
  - "The Girl With The Shiniest Wizard"[75]
  - "Lady Kane"[76]
  - "The Captain Marvel of NXT"[77]
- Temas de entrada
  - "C'est La Vie", por B*Witched[78]

## Títulos e prêmios
- Attack! Pro Wrestling
  - Attack! 24/7 Championship (três vezes) − no individual (duas vezes), com Lana Austin (uma vez)[2]
  - Attack! Tag Team Championship (uma vez) – com Mark Andrews[14]
- British Empire Wrestling
  - British Empire Women's Championship (uma vez)[79]
- DDT Pro-Wrestling
  - Ironman Heavymetalweight Championship (duas vezes)[80]
- Pro Wrestling Illustrated
  - 26.ª colocação entre as cem melhores lutadoras, na PWI Women's 100, em 2020[81]
- Southside Wrestling Entertainment
  - SWE Tag Team Championship (uma vez) − com PJ Black[82]
  - Queen of Southside Championship (uma vez)[83]
- What Culture Pro Wrestling
  - WCPW Women's Championship (uma vez)[23]